# Voetbalkampioenschap van Mulde 1931/32
In 1931/32 werd het negende voetbalkampioenschap van Mulde gespeeld, dat georganiseerd werd door de Midden-Duitse voetbalbond. 
VfL Bitterfeld werd kampioen en plaatste zich voor de Midden-Duitse eindronde. De club verloor meteen van SC Apolda. 

## Gauliga

### Altmulde
| Plaats | Club                        | Wed. | W  | G | V  | Saldo | Ptn.  |
| ------ | --------------------------- | ---- | -- | - | -- | ----- | ----- |
| 1.     | VfL 1911 Bitterfeld         | 18   | 11 | 5 | 2  | 56:24 | 27:9  |
| 2.     | VfB Zscherndorf             | 18   | 9  | 6 | 3  | 42:28 | 24:12 |
| 3.     | VfR Piesteritz              | 18   | 9  | 3 | 6  | 50:43 | 21:15 |
| 4.     | VfB Preußen Greppin 1911    | 18   | 9  | 2 | 7  | 51:48 | 20:16 |
| 5.     | Holzweißiger SV             | 18   | 7  | 4 | 7  | 57:35 | 18:18 |
| 6.     | FC Viktoria 1907 Wittenberg | 18   | 7  | 3 | 8  | 35:43 | 17:19 |
| 7.     | BC Union 1911 Sandersdorf   | 18   | 7  | 2 | 9  | 34:43 | 16:20 |
| 8.     | SpVgg 1907 Wittenberg       | 18   | 5  | 4 | 9  | 41:49 | 14:22 |
| 9.     | SV Frischauf Friedersdorf   | 18   | 5  | 3 | 10 | 43:74 | 13:23 |
| 10.    | SC Wacker Bitterfeld        | 18   | 3  | 4 | 11 | 40:62 | 10:26 |

|  | Geplaatst voor finale |
|  | Degradatie            |

### Elbe-Elster
| Plaats | Club                        | Wed. | W  | G | V  | Saldo | Ptn.  |
| ------ | --------------------------- | ---- | -- | - | -- | ----- | ----- |
| 1.     | FC Wacker 1922 Mühlberg     | 14   | 11 | 1 | 2  | 50:31 | 23:5  |
| 2.     | SC Preußen 1909 Biehla      | 14   | 9  | 2 | 3  | 60:32 | 20:8  |
| 3.     | VfB 1907 Herzberg           | 13   | 7  | 3 | 3  | 24:22 | 17:9  |
| 4.     | SpVgg 08 Bockwitz           | 14   | 6  | 1 | 7  | 40:38 | 13:15 |
| 5.     | SC Sportfreunde 1910 Torgau | 14   | 5  | 2 | 7  | 28:34 | 12:16 |
| 6.     | BC Dommitzsch               | 14   | 3  | 3 | 8  | 24:41 | 9:19  |
| 7.     | VfB Hohenleipisch 1912      | 13   | 4  | 1 | 8  | 36:43 | 9:17  |
| 8.     | FC Hartenfels 1909 Torgau   | 14   | 3  | 1 | 10 | 19:40 | 7:21  |

### Finale
Heen
|  |                     |       |                         |  |
|  | VfL 1911 Bitterfeld | 4 – 0 | FC Wacker 1922 Mühlberg |  |
|  |                     |       |                         |  |

Terug
|  |                         |       |                     |  |
|  | FC Wacker 1922 Mühlberg | 0 – 6 | VfL 1911 Bitterfeld |  |
|  |                         |       |                     |  |